# ABB Mi 103
Mi 103 – szwedzka przeciwgąsienicowa mina przeciwpancerna. Trotyl z którego jest wykonana zmieszany jest z włóknami szklanymi dzięki czemu mina nie musi posiadać obudowy. W centralnej części miny umieszczony jest zapalnik naciskowy wywołujący eksplozje pod naciskiem 280 kg.